# Roccella
För andra betydelser, se Roccella (olika betydelser).
Roccella är ett släkte av lavar. Roccella ingår i familjen Roccellaceae, ordningen Arthoniales, klassen Arthoniomycetes, divisionen sporsäcksvampar och riket svampar.
|          | Enterographa |
|          | |
|          | Hubbsia |
|          | |
|          | Opegrapha |
|          | |
|          | Peterjamesia |
|          | |
|          | Lecanactis |
|          | |
|          | Dirina |
|          | |
|          | Chiodecton |
|          | |
|          | Angiactis |
|          | |
|          | Syncesia |
|          | |
|          | Lecanographa |
|          | |
|          | Graphidastra |
|          | |
|          | Cresponea |
|          | |
|          | Bactrospora |
|          | |
|          | Austrographa |
|          | |
|          | Schismatomma |
|          | |
|          | Dictyographa |
|          | |
|          | Sigridea |
|          | |
|          | Sclerophyton |
|          | |
|          | Roccellina |
|          | |
| Roccella | \| \| Roccella decipiens \| \| \| \| \| \| Roccella fuciformis \| \| \| \| \| \| Roccella phycopsis \| \| \| \| |
|          | \| \| Roccella decipiens \| \| \| \| \| \| Roccella fuciformis \| \| \| \| \| \| Roccella phycopsis \| \| \| \| |
|          | Phacographa |
|          | |
|          | Schizopelte |
|          | |
|          | Dendrographa |
|          | |
|          | Roccella decipiens                                                                                              |
|          | |
|          | Roccella fuciformis                                                                                             |
|          | |
|          | Roccella phycopsis                                                                                              |
|          | |

|  | Roccella decipiens  |
|  |                     |
|  | Roccella fuciformis |
|  |                     |
|  | Roccella phycopsis  |
|  |                     |

## Källor

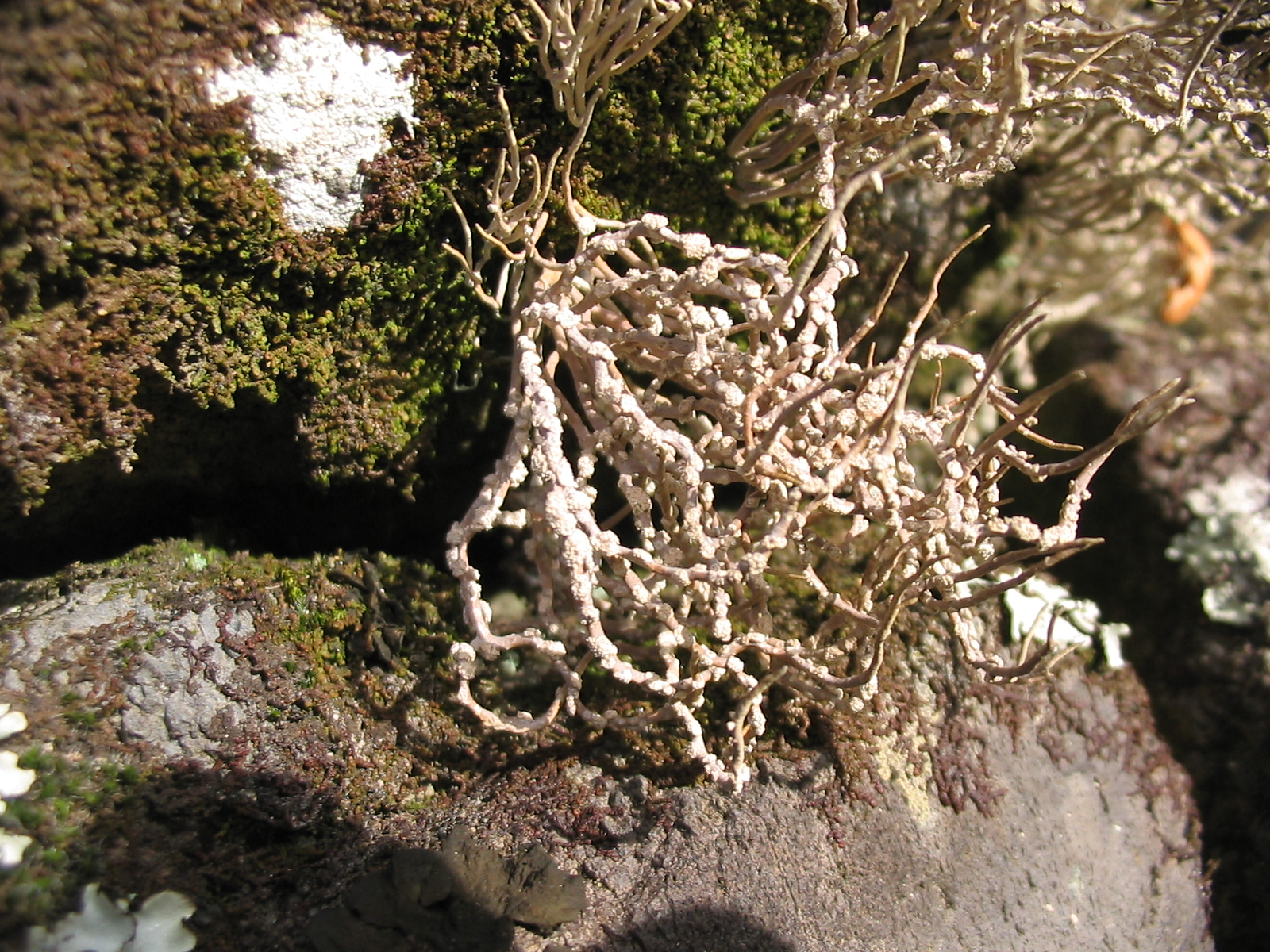
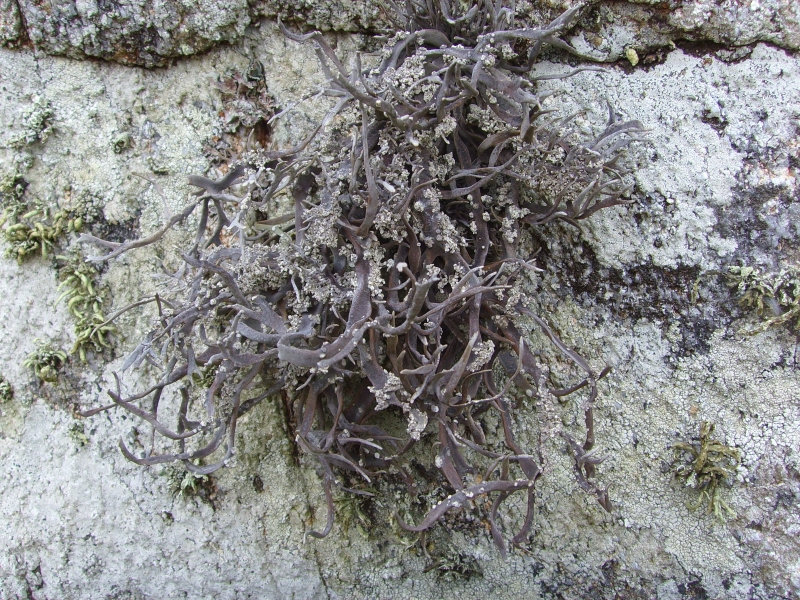
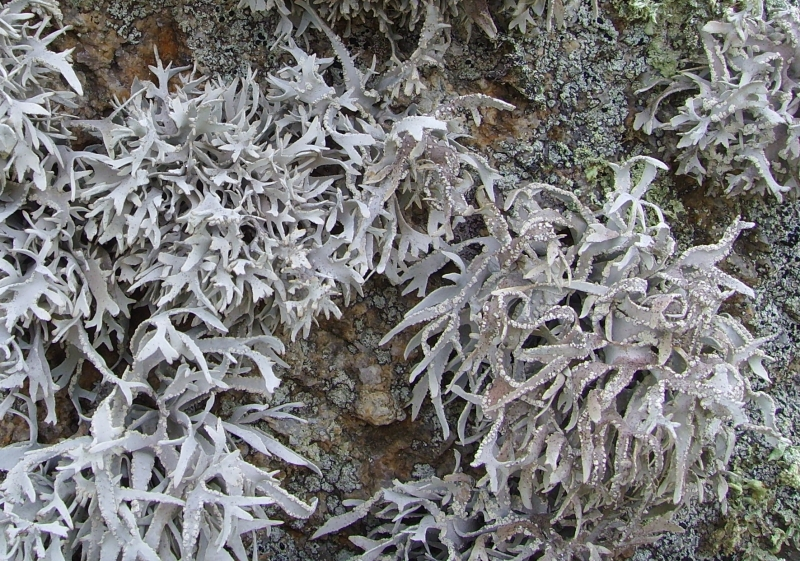